# Жудин, Николай Дмитриевич
Николай Дмитриевич Жудин (14 декабря 1891, Бердичев — 5 декабря 1968, Киев) — украинский советский учёный, специалист в области металлических и деревянных конструкций и строительной механики. Кандидат технических наук. Профессор (1958). Член-корреспондент Академии строительства и архитектуры Украинской ССР (1958).

## Биография
Николай Дмитриевич Жудин родился 14 декабря (по другим данным — 15 декабря) 1891 года в Бердичеве. Сын художника Дмитрия Жудина, брат художницы Ольги Жудиной.
С 1892 года жил в Каменце-Подольском. В 1909 году окончил Каменец-Подольскую гимназию.
В 1918 году окончил Киевский политехнический институт. С 1914 года работал техником Киевского округа путей сообщения. В 1918—1919 годах был инженером, начальником разведывательной партии в Управлении застройки Киева. В 1921—1922 годах находился в рядах Красной армии. В 1922—1930 годах работал в Киевском политехническом институте старшим преподавателем, доцентом.
С 1930 года работал в Киевском инженерно-строительном институте: основатель и заведующий кафедрой деревянных и металлических конструкций (в 1930—1967 годах), проректор по научной работе (в 1943—1948 годах), профессор (с 1958 года; звание предоставлено без защиты докторской диссертации — за большие заслуги в развитии науки). Читал курс «Металлические и деревянные конструкции».
Одновременно — старший научный сотрудник и заведующий отделом Института строительной механики АН УССР (1933—1957). В 1940—1941 годах под руководством Жудина в Институте строительной механики АН УССР выполнено большое экспериментальное исследование моделей колонн Дворца Советов СССР. Был также постоянным консультантом на крупных стройках и в проектных организациях Киева.
В годы Великой Отечественной войны руководил кафедрой строительных конструкций Куйбышевского инженерно-строительного института (Россия).
Передал Каменец-Подольскому историческому музею-заповеднику большую коллекцию картин отца и сестры.
Награждён орденом «Знак Почёта» и медалями.

## Научная деятельность
Автор более 30 научных трудов, в том числе пяти монографий, посвящённых исследованию пластических деформаций в стальных конструкциях. Основные из них относятся к 1933—1939 годам. Книга «Стальные конструкции» (Москва, 1957) рекомендована Министерством высшего образования СССР в качестве учебника для инженерно-строительных высших учебных заведений.
Основные труды по вопросам стальных конструкций и строительной механики.
Подготовил 13 кандидатов наук.